# فرودگاه بین‌المللی شانگهای هونگچیائو
فرودگاه بین‌المللی شانگهای هونگچیائو (به انگلیسی: Shanghai Hongqiao International Airport) یک فرودگاه همگانی مسافربری با کد یاتا SHA است که یک باند فرود آسفالت دارد و طول باند آن ۳۴۰۰ متر است. این فرودگاه در شهر شانگهای کشور چین قرار دارد و در ارتفاع ۳ متری از سطح دریا واقع شده‌است.

## شرکت‌های هواپیمایی و مقصدهای پروازی

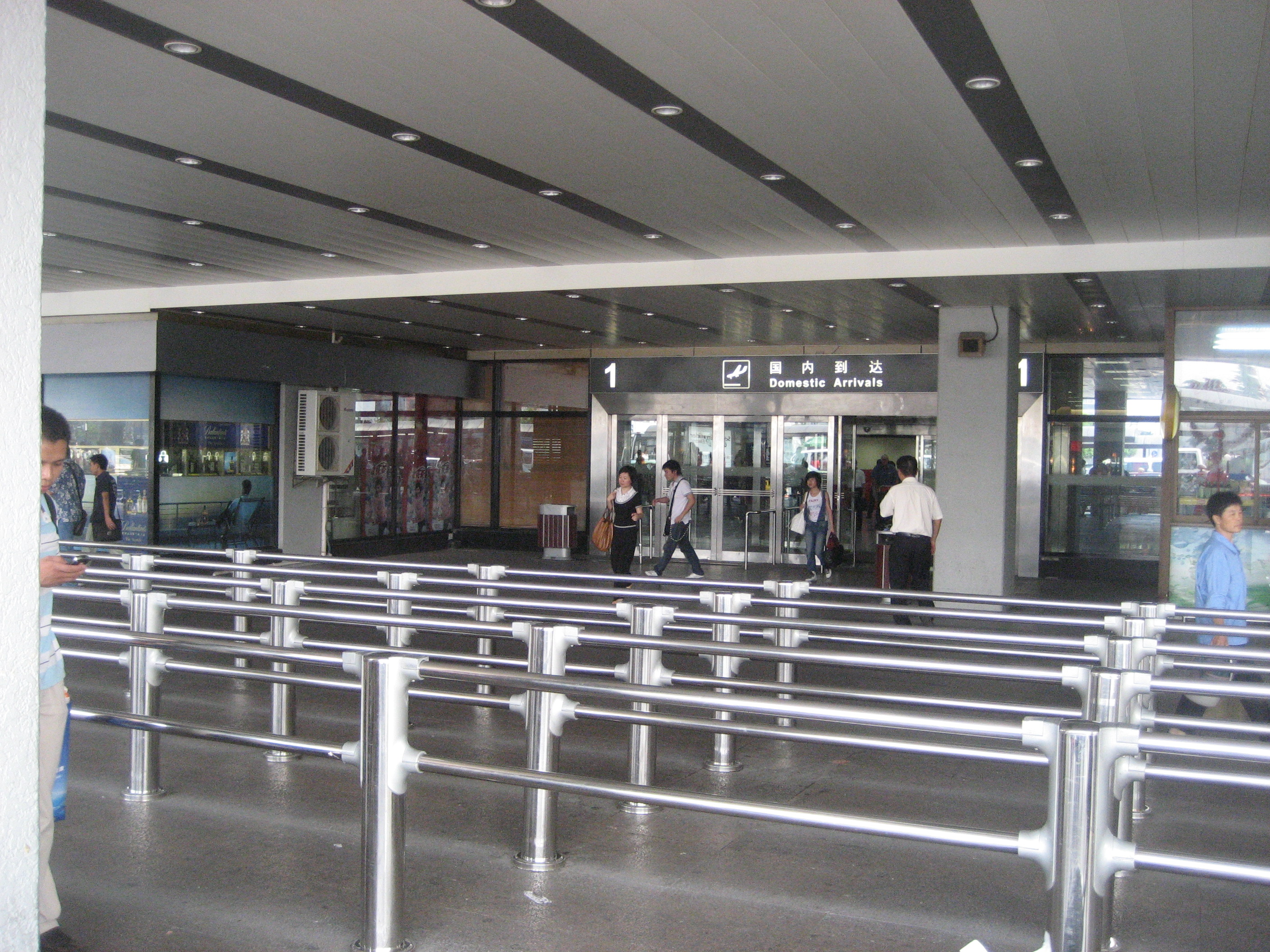
فرودگاه بین‌المللی شانگهای هونگ ناک

### مسافری
| شرکت‌های هواپیمایی                             | مقصدهای پروازی |
| --------------------------------------------- | --- |
| ایر چاینا                                     | پکن، چنگدو شوانگلیو، چنگچینگ ییانگبی، بایون گوآنگجو، سونگشان تایپه، تیانجین بینهای |
| ایر ماکائو                                    | ماکائو |
| آل نیپون ایرویز                               | هانه‌دا |
| آسیانا ایرلاینز                               | گیمپو |
| دراگون‌ایر                                     | هنگ کنگ |
| Chengdu Airlines                              | چنگدو شوانگلیو |
| چاینا ایرلاینز                                | سونگشان تایپه |
| هواپیمایی شرقی چین                            | آنچینگ تیانژوشان، انشون وانگوشو، باوشان، پکن، چانگشا هوانگهوا، چنگدو شوانگلیو، چنگچینگ ییانگبی، دالی، داکینگ سارتیو، دکن شنگریلا، انشی ژوجیپینگ، گانژو هوانگژین، بایون گوآنگجو، لانگ‌دونگ‌بائو گوئی‌یانگ، هاربین تایپینگ، هوهوت بایتا، هنگ کنگ، هوای‌ان لیانشوی، جیایوگوان، جییانگوشان، جینان یاکیانگ، کاشغر، کونمینگ چانگشوی، لانجو ژنگچوان، لیجیانگ سانی، لینی شابولینگ، Liupanshui، لیوژو بایلیان، لویانگ بیجیائو، ماکائو، دیهونگ مانگشی، نانچانگ چانگبی، نانینگ ووژو، Pu'er، کینگدائو لیوتینگ، گیمپو، شنژن بن، شیگاتسه پیس, سونگشان تایپه، ووسو تائی‌یوان، تنگچونگ توفنگ، تیانجین بینهای، هانه‌دا، تونگرن فنگ‌هوانگ، Ulanhot، اورومچی دیووپو، ویهای داشویبو، ونچو یونگچیانگ، ووهای، ووهان تیانهه، وویی‌شان، زیامن گائوچی، شی‌آن شیان‌یانگ، شینگیی، سینینگ کائوجیابو، یانچنگ نانیانگ، یانجی چائویانگ‌چون، یانتای چائوشوی، ییچانگ سانگسیا، ژنگژو سین‌ژنگ، زوهای سانزاهو |
| هواپیمایی شرقی چین اجرا توسط شانگهای ایرلاینز | بائوتو ارلیبان، پکن، چانگشا هوانگهوا، چنگدو شوانگلیو، چنگچینگ ییانگبی، داندونگ لنگتو، فویانگ ژیگان، فوژو چنگل، بایون گوآنگجو، گایلین لیانگ‌جیانگ، لانگ‌دونگ‌بائو گوئی‌یانگ، هایکو میلان، هنگ کنگ، هایلار دنگشان، هاربین تایپینگ، هوهوت بایتا، ختن، هونگشان تونکسی، جیاموسی دنگجیاو، جییانگوشان، جینان یاکیانگ، جینگانگشان، جینینگ کوفو، جیشی شینکاهو، کارامی، کونمینگ چانگشوی، لانجو ژنگچوان، لیانیونگانگ بایتابو، لیجیانگ سانی، لینی شابولینگ، ماکائو، نانچانگ چانگبی، نانینگ ووژو، کینگدائو لیوتینگ، کیکیهار سینجیازی، گیمپو، شنینگ تخین، شنژن بن، شیاژونگ ژنگدینگ، سونگشان تایپه، ووسو تائی‌یوان، تیانجین بینهای، هانه‌دا، اورومچی دیووپو، ونچو یونگچیانگ، ووهان تیانهه، زیامن گائوچی، شی‌آن شیان‌یانگ، شیشوانگبانا گاسا، سوژو گئوانئین، یانتای چائوشوی، ییچانگ سانگسیا، یینچوان هیدونگ، ژان‌جیانگ، ژنگژو سین‌ژنگ                                                    |
| هواپیمایی جنوبی چین                           | پکن، بایون گوآنگجو، لانگ‌دونگ‌بائو گوئی‌یانگ، جییانگوشان، کاشغر، نانینگ ووژو، اوردوس ایجین هورو، شنژن بن، اورومچی دیووپو، یانتای چائوشوی، ژنگژو سین‌ژنگ |
| چاینا یونایتد ایرلاینز                        | پکن نانیوان، شیاژونگ ژنگدینگ |
| اوا ایر                                       | سونگشان تایپه |
| هاینان ایرلاینز                               | اکسو، پکن، بایون گوآنگجو، ووسو تائی‌یوان، اورومچی دیووپو |
| هبئی ایرلاینز                                 | شیاژونگ ژنگدینگ |
| هنگ کنگ ایرلاینز                              | هنگ کنگ |
| خطوط هوایی ژاپن                               | هانه‌دا |
| جونیائو ایرلاینز                              | پکن، بیجی، چانگشا هوانگهوا، Changzhi، چنگدو شوانگلیو، چیژوو ییوهواشان، چنگچینگ ییانگبی، بایون گوآنگجو، لانگ‌دونگ‌بائو گوئی‌یانگ، کونمینگ چانگشوی، لیجیانگ سانی، لونجیان گوانژیشان، نانینگ ووژو، سانیا فونیکس, گیمپو، شنژن بن، ووسو تائی‌یوان، هانه‌دا، اورومچی دیووپو، ونچو یونگچیانگ، زیامن گائوچی، شی‌آن شیان‌یانگ، زوهای سانزاهو |
| کورین ایر                                     | گیمپو |
| Lucky Air                                     | کونمینگ چانگشوی، ییچون مینگویشان |
| شاندونگ ایرلاینز                              | چنگچینگ ییانگبی، جینان یاکیانگ، کینگدائو لیوتینگ، ویهای داشویبو، یانتای چائوشوی |
| شنژن ایرلاینز                                 | جینگدژن لوییا، شنژن بن |
| اسپرینگ ایرلاینز                              | Changde، چانگشا هوانگهوا، چنگدو شوانگلیو، چنگچینگ ییانگبی، بایون گوآنگجو، لانگ‌دونگ‌بائو گوئی‌یانگ، ژی‌جیانگ، جییانگوشان، کونمینگ چانگشوی، لانجو ژنگچوان، Mianyang، کیانجیانگ وولینشان، کینگدائو لیوتینگ، کوانژو جینجیانگ، سانیا فونیکس، شنژن بن، شیاژونگ ژنگدینگ، تیانجین بینهای، اورومچی دیووپو، شی‌آن شیان‌یانگ، زیامن گائوچی، ژان‌جیانگ، زوهای سانزاهو، زونی زینزهو |
| تیانجین ایرلاینز                              | تیانجین بینهای |
| تبت ایرلاینز                                  | چنگدو شوانگلیو، چنگچینگ ییانگبی، لهاسا گونگار، نیینگچی ماینلینگ |
| ژیامن ایرلاینز                                | پکن، فوژو چنگل، شنژن بن، زیامن گائوچی |

### باری
| شرکت‌های هواپیمایی    | مقصدهای پروازی                                                                                                  |
| -------------------- | --- |
| Air China Cargo      | پکن، سونگشان تایپه                                                                                              |
| آل نیپون ایرویز      | هانه‌دا |
| آسیانا ایرلاینز      | گیمپو |
| چاینا ایرلاینز       | سونگشان تایپه                                                                                                   |
| چاینا کارگو ایرلاینز | پکن، نانینگ ووژو، شنژن بن، تیانجین بینهای، چنگچینگ ییانگبی، زیامن گائوچی، هانه‌دا، گیمپو، سونگشان تایپه، هنگ کنگ |
| هواپیمایی جنوبی چین  | بایون گوآنگجو                                                                                                   |
| اوا ایر              | سونگشان تایپه                                                                                                   |
| هنگ کنگ ایرلاینز     | هنگ کنگ |
| کورین ایر            | گیمپو |